# Каплан, Хулио
Хулио Каплан (исп. Julio Kaplan; 25 июля 1950) — американский шахматист; международный мастер (1967).
Родился в Аргентине. В 1963 году эмигрировал с семьёй в Пуэрто-Рико, и позже в США, где в 1967—1972 учился в университете Беркли. Впоследствии работал в Autodesk. Автор нескольких шахматных программ.
В составе сборной Пуэрто-Рико участник 4-х Шахматных олимпиад (1966—1972). Чемпион Пуэрто-Рико (1967), чемпион мира среди юниоров (Иерусалим, 1967).